# Rekavice
Rekavice (en serbe cyrillique : Рекавице) est une localité de Bosnie-Herzégovine. Elle est située sur le territoire de la ville de Banja Luka et dans la république serbe de Bosnie. Selon les premiers résultats du recensement bosnien de 2013, elle compte 2 268 habitants.

## Géographie
La localité est située au bord de la rivière Vrbas, un affluent droit de la Save.

## Histoire
Sur le territoire de Rekavice se trouvent les ruines de la forteresse de Zvečaj ; mentionnée pour la première fois en 1404, cette forteresse ruinée est inscrite sur la liste provisoire des monuments nationaux de Bosnie-Herzégovine.

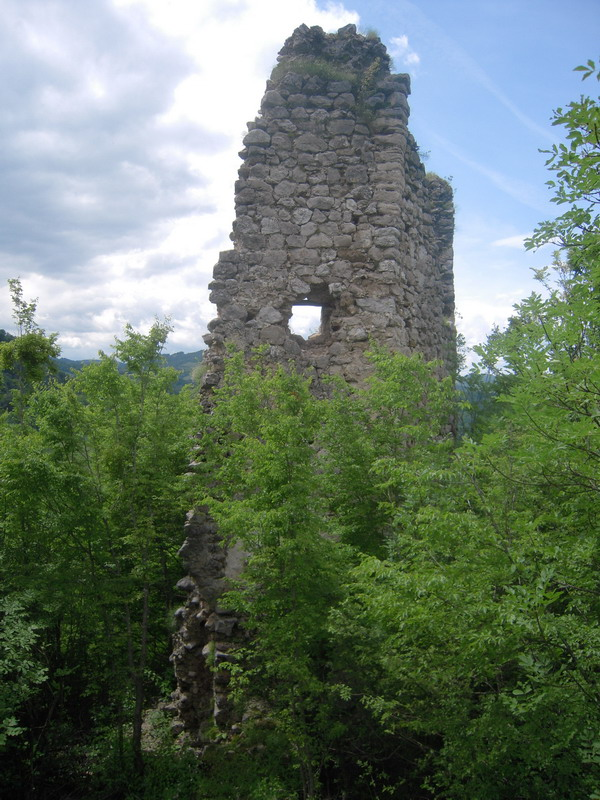
Vue de la forteresse de Zvečaj

La localité abrite quelques édifices religieux comme l'église de la Dormition-de-la-Mère-de-Dieu, construite en 1921, l'église Saint-Pierre-et-Saint-Paul et l'église de la Transfiguration

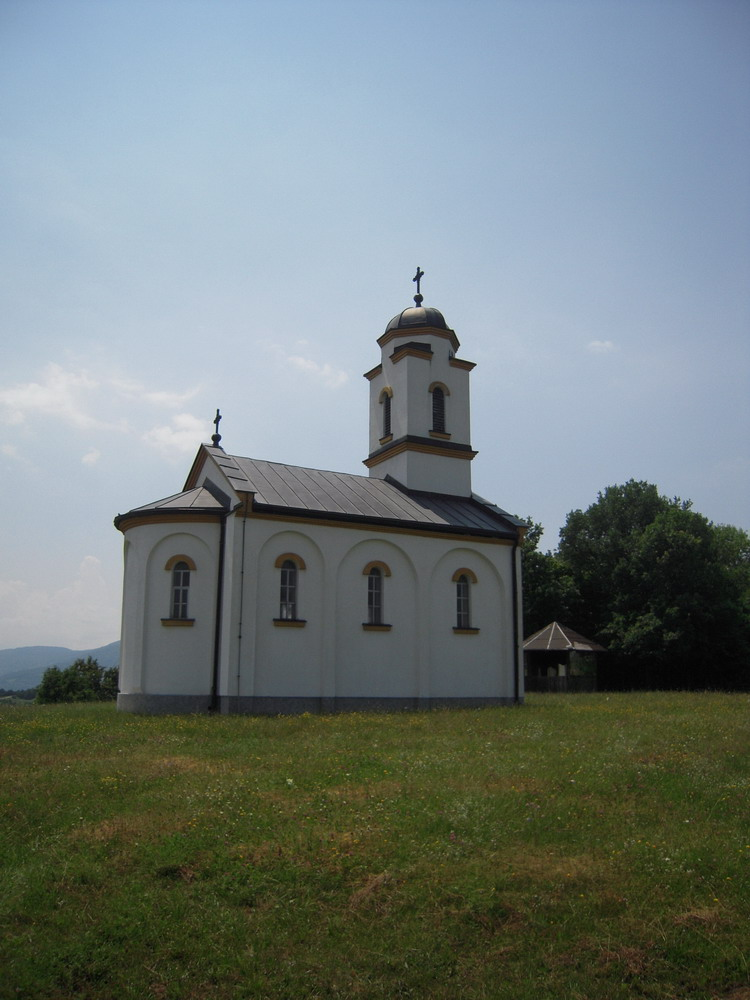
L'église Saint-Pierre-et-Saint-Paul
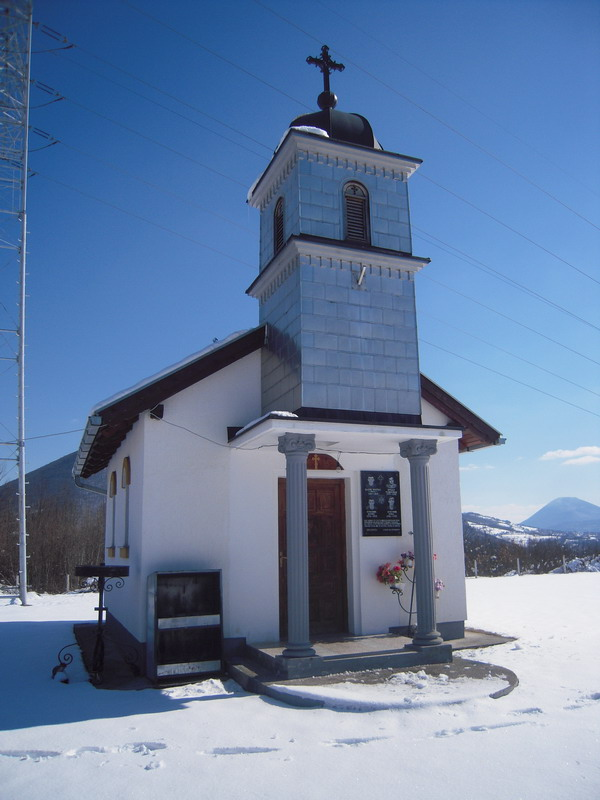
L'église de la Transfiguration

## Démographie

### Évolution historique de la population dans la localité
| 1948 | 1953 | 1961  | 1971  | 1981  | 1991  | 2013  |
| ---- | ---- | ----- | ----- | ----- | ----- | ----- |
| -    | -    | 1 633 | 3 686 | 3 115 | 2 679 | 2 268 |

|  |